# Géotag

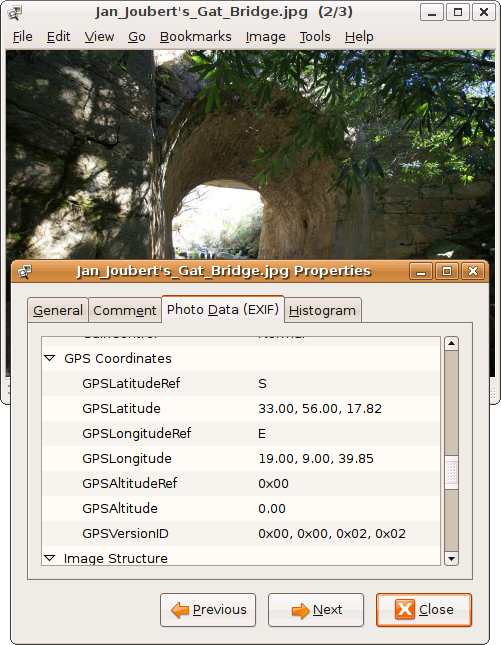
Visualisation de l'information géographique d'une photo JPEG avec le logiciel libre gThumb.

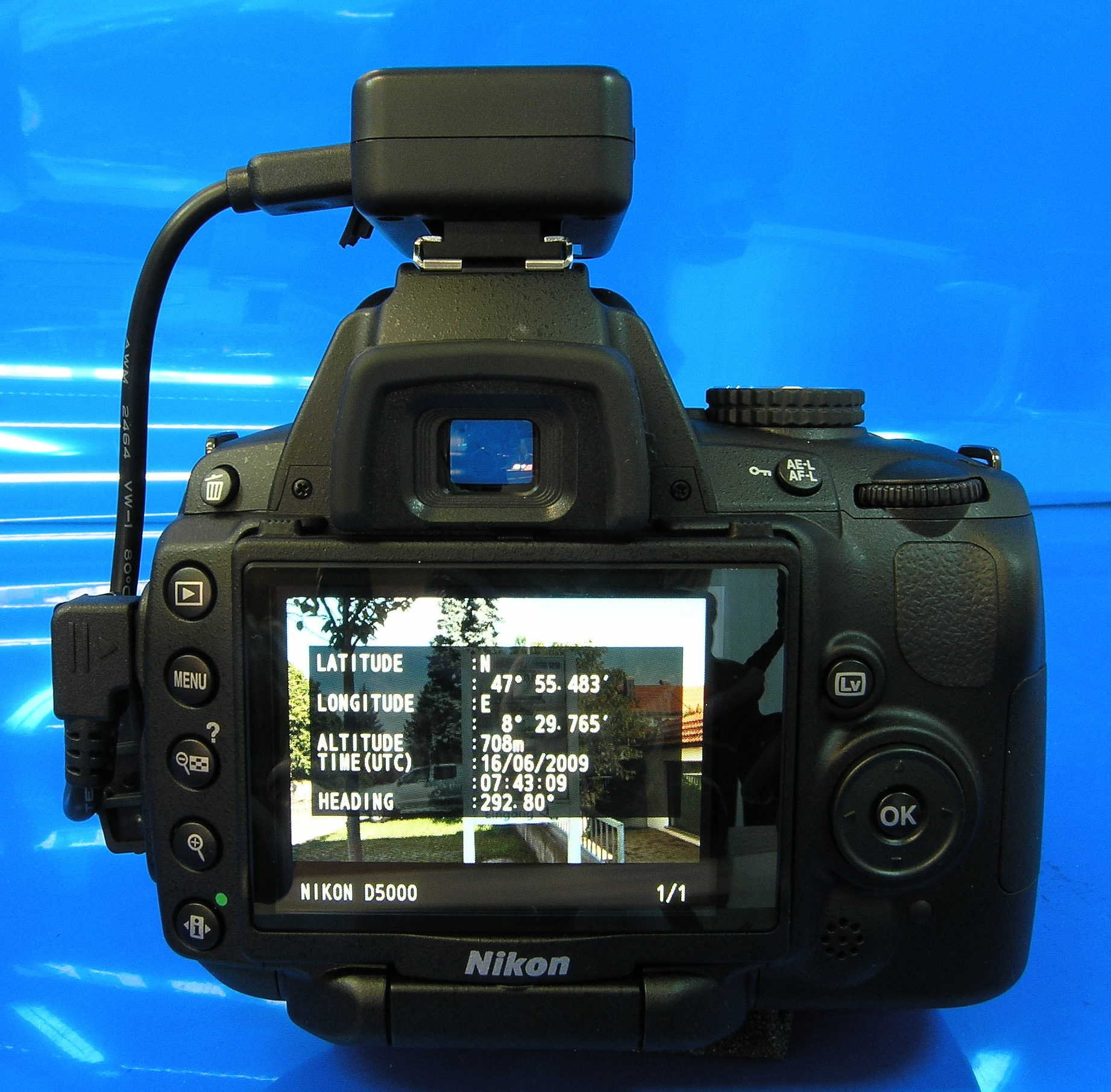
Geotagger « Solmeta N2 Kompass » pour Nikon D5000.

Un géotag est un marqueur (« tag », en anglais) à caractère géographique inséré dans des fichiers audio ou raster dans champs EXIF (JPEG, TIFF, RIFF), IPTC (JPEG/TIFF), XMP (très nombreux formats). Le terme en français est « balise de géolocalisation ».
Cette balise peut notamment contenir :
- des données GPS ou GNSS (coordonnées latitude et longitude, une altitude)
- la direction de vue (boussole)[1]
- des informations saisies par l'utilisateur : lieux de saisie, code postal…

D'autres données non cartographiques peuvent être associées comme :
- des données de temps : heure de capture
- des données spécifiques aux périphériques de capture : appareil photo (en particulier, la focale), appareil audio (échantillonnage, codage en bit)

Trois manières principales sont aujourd'hui utilisées pour insérer cette information dans les fichiers : le geotagging à la volée avec un appareil branché sur l'appareil photo, voire avec l'appareil photo lui-même (si le modèle de celui-ci intègre une telle fonctionnalité), le geotagging a posteriori avec un fichier de positions GPS, comme un fichier gpx ou nmea, ou également par la synchronisation horaire des photos avec les positions géographiques relevées (« à telle heure je suis là et à telle heure je prends cette photo, donc cette photo est prise ici ») et, enfin, le mode manuel où l'utilisateur repère sur une carte la position d'une prise de vue.